# Oqaatsut
Oqaatsut, vroeger ook wel Rodebay of Rodebaai genoemd, is een Groenlands dorp in de gemeente Avannaata. In 2020 had het dorp 29 inwoners. Het dorp heeft een hotel en twee restaurants en een klein haventje. Het ligt op ongeveer 15 kilometer van de hoofdstad van Avanaata, Ilulisat.

## Geschiedenis
Oqaatsut is bewoond sinds de 18e eeuw. De plaats is een Inuit-nederzetting geweest, een Nederlandse walvisvangstplaats, maar kreeg in 1877 voor het eerst de Deense koloniale status. Nederlandse walvisvaarders noemden de plaats Roo Baj - de rode baai - in de 17e eeuw. De walvisvaarders brachten de walvissen aan land op de vlakke kliffen ten noordoosten van de nederzetting. In de jaren 1870 bouwden de Nederlanders hier een walvisstation. Nadat het station was gesloten, nam Den Kongelige Grønlandske Handel de bevoorrading van de nederzetting over. Als walvissen in het Ilulissat-gebied worden gevangen, worden ze hier nog steeds opgehaald.

## Toerisme
Van juni tot november is er tweemaal per week een veerdienst van en naar Ilulissat.
Vanuit Ilulissat zijn er in de zomer boottochten of ongeveer 5-7 uur wandelen parallel aan de kust, afgewisseld met bergen, valleien, moerassen, diepe ravijnen - naar Oqaatsut. De route is gemarkeerd met stenen die op intervallen van ongeveer 200 meter zijn geplaatst. Het is mogelijk om een accommodatie in een hut in het dorp te boeken. In de winter worden er hondensledetochten georganiseerd van Ilulissat naar de nederzetting.
In 1994 werden, in het kader van een project voor duurzaam toerisme, de oude winkel, het slagersatelier en het pakhuis omgebouwd tot een herberg met plaats voor 25 gasten. Later werd het laatste oude gebouw, het pakhuis H8, opgeknapt en omgebouwd tot restaurant waar Groenlandse specialiteiten worden geserveerd die zijn gemaakt van grondstoffen die door de vissers van het dorp zijn gekocht. Het restaurant werd officieel geopend in 1998. Het Duitse echtpaar Uta en Ingo Wolff huurde het restaurant H8 en de hutten sinds 2003. In juli 2015 kwamen zij om bij een bootongeluk bij Oqaatsut. Sindsdien wordt H8 gehuurd door een Groenlands-Frans echtpaar.
Oqaatsut is geselecteerd als een bekroond proefproject van het WWF inzake duurzaam toerisme en natuurbehoud in het Noordpoolgebied "Hand in hand in het Noordpoolgebied".

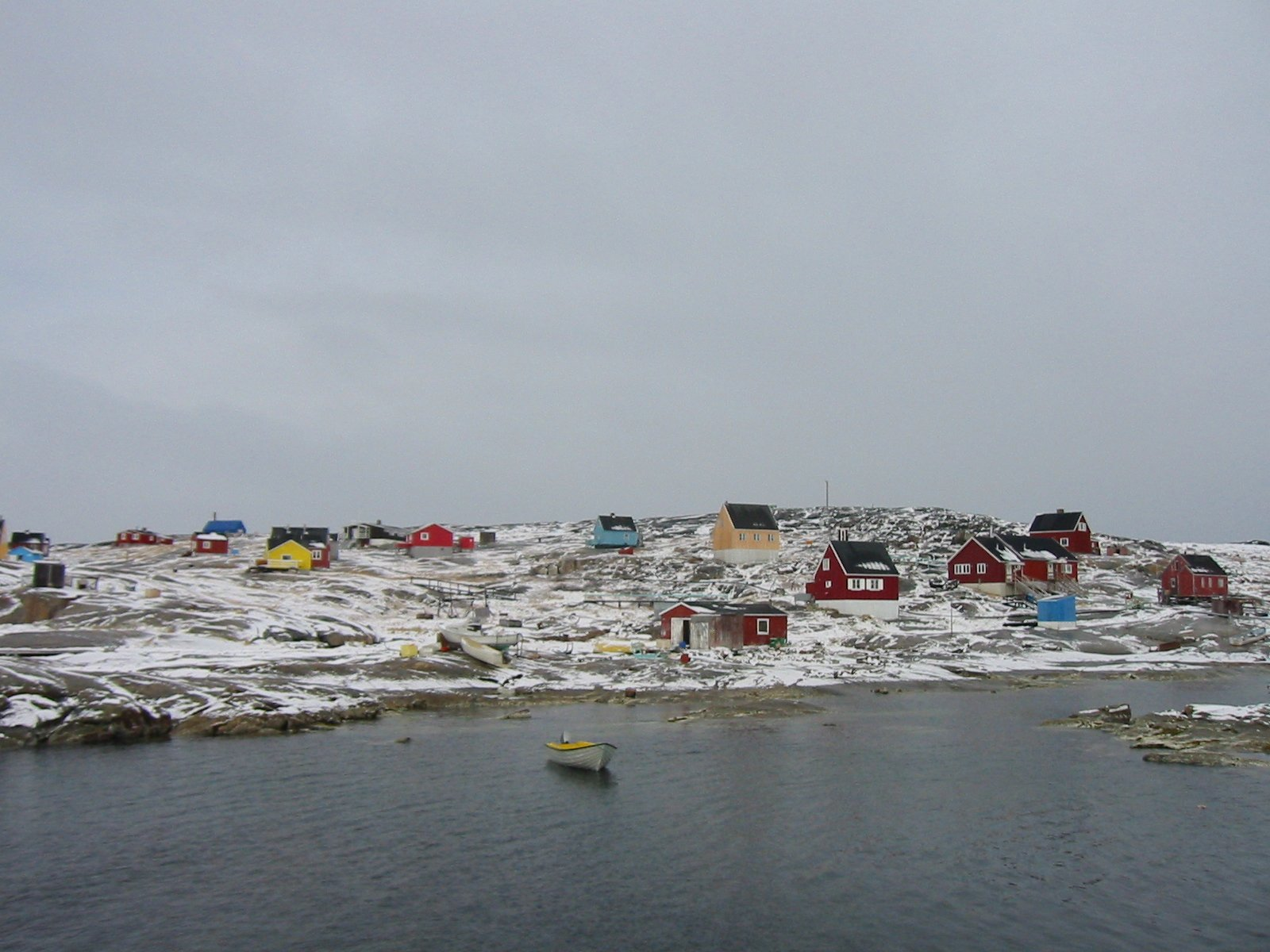